# Hyphantrophaga hyphantriae
Hyphantrophaga hyphantriae là một loài ruồi trong họ Tachinidae.